# Jean-François Toussaint (général)
Pour les articles homonymes, voir Toussaint (homonymie).
Ne doit pas être confondu avec Jean-François Toussaint.
Jean-François Toussaint, né le 6 septembre 1772 à Sarrelouis (Allemagne), mort le 30 juin 1827 à Paris, est un général français du Premier Empire.

## Biographie

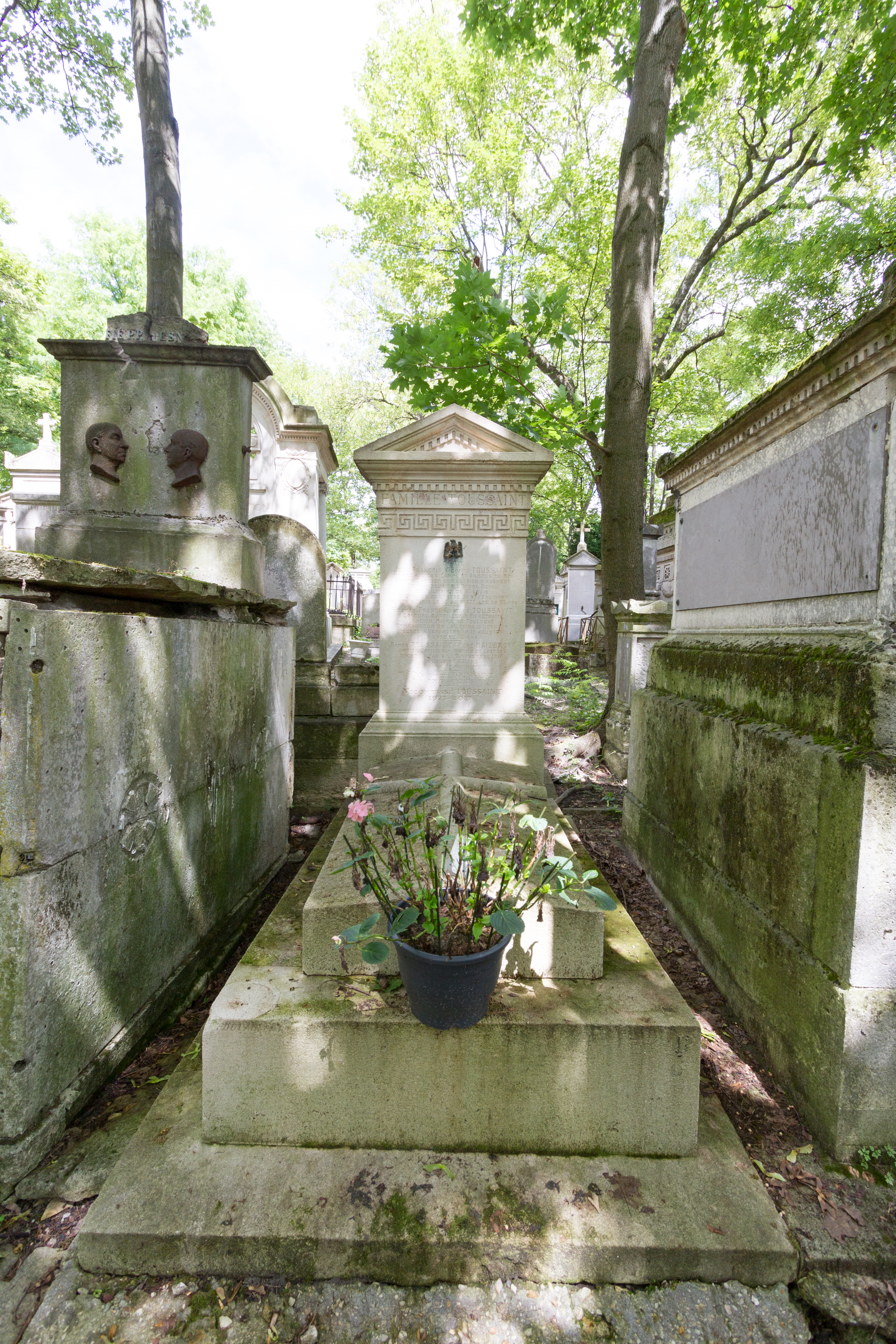
Tombe au cimetière du Père-Lachaise.

Il entre en service en 1791, comme lieutenant d’infanterie. Il sert successivement aux armées du Nord, de Sambre-et-Meuse, de Rhin-et-Moselle, d’Italie, à la Grande Armée de Prusse, de Pologne, d’Espagne de 1808 à 1813, et à celle commandée par le duc d’Angoulême en 1825.
Lors de l’expédition d’Irlande, à la prise de Castlebar, le 27 août 1798, il est promu sur le champ de bataille au grade de chef de bataillon. Major au 28e Régiment d’infanterie de ligne en mars 1805, il est nommé colonel de ce régiment en décembre 1806 et il est fait officier de la Légion d’honneur le 11 juillet 1807.
Il est nommé général de brigade le 10 avril 1813. Commandant de la place de Dunkerque en 1814, le Roi lui accorde la croix de Saint-Louis. En 1815 il reste fidèle à la cause des Bourbons et en récompense Louis XVIII lui confie en août 1816 les fonctions d’inspecteur général de l'infanterie, fonction qu’il garde jusqu’en 1823,. En 1825, il sollicite le commandement d’une brigade d’infanterie à l’armée d’Espagne, et à son retour il reprend ses fonctions d’inspecteur général. Il commande une brigade au camp de Saint-Omer en 1827, lorsqu’il meurt brutalement à l’âge de 54 ans.
Il est enterré au cimetière du Père-Lachaise (28e division).

## Distinctions
- vicomte Toussaint le 15 février 1823
- Baron de l’Empire le 18 juin 1809, (lettres patentes)
- Légion d'honneur
  - Chevalier de la Légion d'honneur le 14 juin 1804
  - Officier de la Légion d'honneur le 11 juillet 1807
  - commandeur de la Légion d'honneur le 19 novembre 1813
  - Grand officier de la Légion d’honneur le 3 septembre 1823
- Ordre royal et militaire de Saint-Louis
  - Commandeur de Saint-Louis
- Grand croix de l’ordre de Saint Ferdinand d’Espagne

## Dotation
- Le 15 février 1808, donataire d’une rente de 4 000 francs en Westphalie.

## Armoiries
| Figure | Nom du baron et blasonnement |
| ------ | --- |
|        | Armes du baron Jean-François Toussaint et de l'Empire, lettres patentes du 18 juin 1809, Grand officier de la Légion d'honneur D'azur, au lion léopardé, rampant d'or, tenant de la dextre une épée haute en pal et de la sénestre un drapeau français, le tout d'argent : franc-quartier des barons tirés de l'armée - Livrées : les couleurs de l'écu. |

## Sources
- http://thierry.pouliquen.free.fr/Generaux/gnxT.htm
- http://roglo.eu/roglo?lang=fr;i=4565138
- François-Xavier Feller, Dictionnaire Historique et Histoire abrégée, L.Lefort, 1833, 648 p. (lire en ligne), p. 97.
- Emile Auguste Nicolas Jules Bégin, Biographie de la Moselle, ou histoire par ordre alphabétique de toutes les personnes nées dans ce département, Verronnais, 1832, 598 p. (lire en ligne), p. 340.
- « Cote LH/2621/61 », base Léonore, ministère français de la Culture
- Vicomte Révérend, Armorial du premier empire, tome 4, Honoré Champion, libraire, Paris, 1897, p. 321.